# Coliziunea dintre Ehime Maru și USS Greenville
Coliziunea dintre Ehime Maru (えひめ丸), navă-școală pentru pescuit din prefectura Ehime (Japonia) și submarinul nuclear al Marinei Statelor Unite, de clasă Los Angeles USS Greenville (SSN-772), s-a produs la data de 9 februarie 2001, la 9 mile nautice (17 km) distanță de coasta sudică a insulei Oahu, Hawaii, Statele Unite. Într-o demonstrație pentru niște VIP-uri civile aflate la bord, Greenville a realizat ieșirea la suprafață după golirea de urgență a tancurilor de balast. În timpul ridicării, submarinul a surprins Ehime Maru. La 10 minute după coliziune, Ehime Maru s-a scufundat. Nouă din membrii echipajului au murit, inclusiv patru elevi de liceu.